# 砂子義一

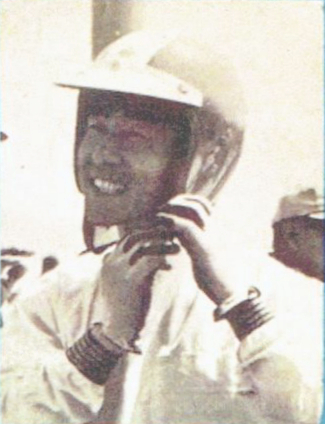
学習研究社『中学一年コース』第10巻第4号（1966）より

砂子 義一（すなこ よしかず、1932年9月23日 - 2020年1月3日）は、元レーシングライダー、元レーシングドライバー。一時は「砂子晴彦」の名でレースに出場していた。
ヤマハワークスライダーとして世界グランプリ (現在のMotoGP)で活躍後、プリンス自動車のワークスドライバーとして4輪レーシングドライバーに転身。プリンスが日産自動車と合併した後は、日産ワークスドライバーとして活躍した。
レーシングドライバーの砂子智彦（別名・砂子塾長）は実子。

## 経歴

### 2輪時代
台湾の高雄で生まれ、神戸や大阪で育った。1951年に高校を卒業後、スミタ（東京都墨田区に本社を置く2輪車メーカー）の大阪支社に就職し、エンジンの組み立てに従事する。その後、スミタの経営が悪化し、1955年に創業したばかりのヤマハの大阪代理店に転職。静岡のヤマハ本社の製造ラインに応援に駆り出され、ひょんなことから本社テストライダーと競争して勝ったことから、ヤマハのレースチームに加わったという。

1956年、第4回富士登山レース250ccクラス優勝。
1957年、第2回浅間火山レース250ccクラス2位。
1961年、ヤマハが世界GPレースに初参戦。砂子はオランダGP125ccクラス9位、ベルギーGP250ccクラス6位などの成績をあげる。
1962年、ヤマハが世界GPレース参戦を中断。
1963年、ヤマハが世界GPレースに再参戦。オランダGP250ccクラス4位、ベルギーGP250ccクラス2位。

### 4輪時代
1963年末、ヤマハワークスの同僚である伊藤史朗、大石秀夫とともにプリンス自動車と契約し、4輪に転向する。
1964年4月の第2回日本グランプリで4輪レースにデビュー。プリンス・スカイラインGT（いわゆるスカG）に乗りGT-IIクラスで2位（優勝は純レーシングマシンに近いポルシェ・904）。スカイライン1500でT-Vクラス4位。
1965年前後は「砂子晴彦」と改名してレースに出場。同年8月のKSCC1時間でスカイラインGTに乗り3位。
1966年、日本初の本格的プロトタイプレーシングカーであるプリンス・R380に乗り、同年5月の第3回日本グランプリで優勝。宿敵というべきポルシェ・906を破り、1964年の第2回日本グランプリの雪辱を果たした。同年8月にプリンスと日産が合併し、両社のワークスチームも合併。砂子は以後、日産ワークス（一軍のいわゆる追浜ワークス）のドライバーとして活躍する。また、この年より発足した全日本レーシングドライバー選手権のツーリングカーⅡ部門にて初代シリーズチャンピオンを獲得した。
1967年5月、第4回日本グランプリに日産・R380（改良型のA-2）で出場し3位。
1968年5月、'68日本グランプリに日産・R381で出場し6位。
1969年5月、フジスピードカップに日産R380で出場し3位。同年10月の'69日本グランプリでは黒澤元治とペアで日産・R382でエントリーしたが、砂子は決勝は走っていない（黒澤が1人でレースを走りきり優勝）。
1970年11月、鈴鹿自動車レース大会にスカイライン2000GT-Rで出場し3位。
1971年もレースに出場したが、現役としては一歩引き、同年代の横山達（砂子と同様、元プリンスワークス）と共に、日産ワークスチームのマネージメント役になる。
現役を退いて以後は実業家として歩んだ。後年は各種ヒストリックイベントでスカイラインなどを走らせるほか、トークショーなどにも積極的に参加した。
2020年1月3日死去。87歳没。

## 人物
- 1963年、2輪ベルギーGP250ccクラスで2位を獲得した際、途中まで砂子がトップだったが、ピットからの指示でペースを下げたところ、同僚の伊藤史朗に抜かれたという。砂子はレース後、「俺が勝っても伊藤が勝っても、どちらでもヤマハの世界GP初優勝だから」と語った[5]。

- プリンスと契約し2輪から4輪に転向した当時は、ヒール・アンド・トウ（ブレーキとシフトダウンを並行してスムーズに行うテクニック）などの4輪レース特有のペダル操作を知らず、プリンスの田中次郎乗用車部長は自身のメモ帳に「砂子、大石（秀夫）、使いものにならず。」と記していたという。砂子いわく「当時の4輪は2輪より遅かったし、2輪と違って転ばないので、コーナーに突っ込むだけ突っ込んでコースアウトしたりした。担当者のメモの内容に、こりゃ参ったなあと思った。」と語っている[4][6]。

- 1964年の第2回日本グランプリGT-IIクラスでは、生沢徹のスカイラインGTと、式場壮吉のポルシェ・904による「スカイライン伝説」誕生エピソードが有名だが、ポルシェを抜いて一時トップに立った生沢はすぐ式場ポルシェに抜き返され[注釈 10]、その後にプリンスの同僚の砂子にも抜かれ3位でゴール。2位になった砂子は「生沢が式場君を抜いたのを見て『プリンスが優勝だ』と喜んだが、生沢はあっさりポルシェに抜かせて、まともに追いかけなかった。生沢に『おまえが追いかけられないなら俺が行く』と何度も合図したがどかないので、仕方なくスカGをドンと当てて合図して生沢をどかせて、ポルシェを追いかけた。横から当てて押しのけたのではなく、後ろから当てて合図しただけ」と述べている[4]。2位の砂子は優勝した式場から10秒ほど遅れてゴールしたのに対し、3位の生沢は2位の砂子から20秒ほど遅れてゴールしている。
- この経緯により、生沢との間に遺恨があるようなイメージも存在するが、1967年に日産がR380でレース出場を予定し砂子などのワークスチームをヨーロッパに派遣した際、生沢のイギリスのアパート[注釈 11]に砂子を含む日産ワークス勢が宿泊したというエピソードがある。砂子は後年「（プリンス時代に）クルマでラジオを聞いていたら、生沢が乗り込んできて勝手に別の局に変えた。その時は『何だこいつ！』と思ったが、今考えると俺と仲良くしたいという気持ちの表れだったのかなあ」と述べている[4]。

- 1966年の日本グランプリでプリンス・R380に乗りポルシェ・906を抑えて優勝したが、「あの年のR380はまだまだだった。ポルシェに乗っているのがアマチュアの滝進太郎さんだったからまだよかったが、プロのいいドライバーが乗っていたら勝てたかどうか。1967年の段階ならR380もポルシェに追い付いていたと思う。クニさん（高橋国光、R380で2位）は優勝した生沢（ポルシェ・906）より速かったからね。」と述べている[4]。

- プリンスと日産が合併した後、旧日産側のリーダー格だった田中健二郎が日産を離脱した[注釈 12]のに対し、旧プリンスワークスだった砂子は日産・R380やR381などの最高峰マシンでレースに出場し続けた。

- 日産が1969年頃から海外進出を目論みワークスドライバーをアメリカとヨーロッパに視察に派遣した時、北野元がR380で北米を担当。砂子はスカイラインGT（54CRという発展型）でヨーロッパを担当した。モンツァにて、ツーリングカーレースをかじっているという通訳の女性の運転で5周ほど下見した後、交代して「ガーンと走ったら」その通訳の女性を失禁させてしまった。[7]

- 1970年7月の富士1000kmでスカイライン2000GT-Rに乗り2位になった際、砂子があまりペースアップしないため、ペアを組んだ後輩の長谷見昌弘から「なぜもっと（1位を）追いかけないんですか」と言われた。砂子は「あのレースではフェアレディ240Zに勝たせるのが俺等の役割だったから」と述べている。同レースはフェアレディ240Zのデビューレースであり、高橋国光と黒澤元治の乗る240Zが優勝した[4]。

- 息子の智彦（後の砂子塾長）の生育状態が今ひとつだったため、願かけとして一時期だけ名前（レース登録名）を「晴彦」に変えていた。

- 後年、息子の智彦（砂子塾長）がヒストリックイベントで日産・R380に乗った際、「オヤジはこんな難しいマシンに乗っていたのか！」と驚いたという。砂子自身も、「R380に初めて乗り、富士スピードウェイの30度バンクの中でシフトダウンのためステアリングから手を離したら、それだけでマシンが蛇行した。それだけ敏感で難しいマシン」と語っている[4]。